# Cormoran de Brandt
Urile penicillatus
Pour les articles homonymes, voir Brandt.
Espèce
Synonymes
- Phalacrocorax penicillatus

Statut de conservation UICN

 LC  : Préoccupation mineure
Le Cormoran de Brandt (Urile penicillatus, anciennement Phalacrocorax penicillatus)  est une espèce d'oiseaux de mer de la famille des cormorans vivant sur la côte Pacifique de l'Amérique du Nord.
On le trouve, en été, de l'Alaska au golfe de Californie, mais la population du nord de l'île de Vancouver migre vers le sud durant l'hiver. Son épithète spécifique, du latin penicillatus  (qui signifie pinceau de peintre), fait référence aux plumes blanches qu'il porte sur son cou et son dos au début de la saison de reproduction. Son nom vernaculaire honore le naturaliste allemand Johann Friedrich von Brandt de l'Académie des Sciences de Saint-Pétersbourg, qui a décrit l'espèce à partir d'échantillons recueillis lors d'expéditions dans le Pacifique au début des années 1800.

## Alimentation

Carte de répartition
Présent à l'année
Aire d'hivernage

Le cormoran de Brandt s'alimente soit isolément, soit en troupes et s'adaptent dans le choix de leurs proies et leur mode de pêche. Il se nourrit de petits poissons vivant près de la surface qu'il attrape, comme tous les cormorans, en les poursuivant en plongée en battant des pieds. Ses proies sont souvent les poissons les plus abondants de l'endroit: sur les côtes du centre de la Californie, il se nourrit essentiellement de poissons du genre Sebastes, mais au large de la Colombie-Britannique, il consomme surtout le hareng du Pacifique (Clupea pallasii). On l'a observé se nourrissant à des profondeurs de plus de 13 mètres.

## Nidification
Au cours de la saison de reproduction, les adultes ont une tache bleue sur la gorge. Cette espèce niche sur le sol ou sur des affleurements rocheux.

## Galerie

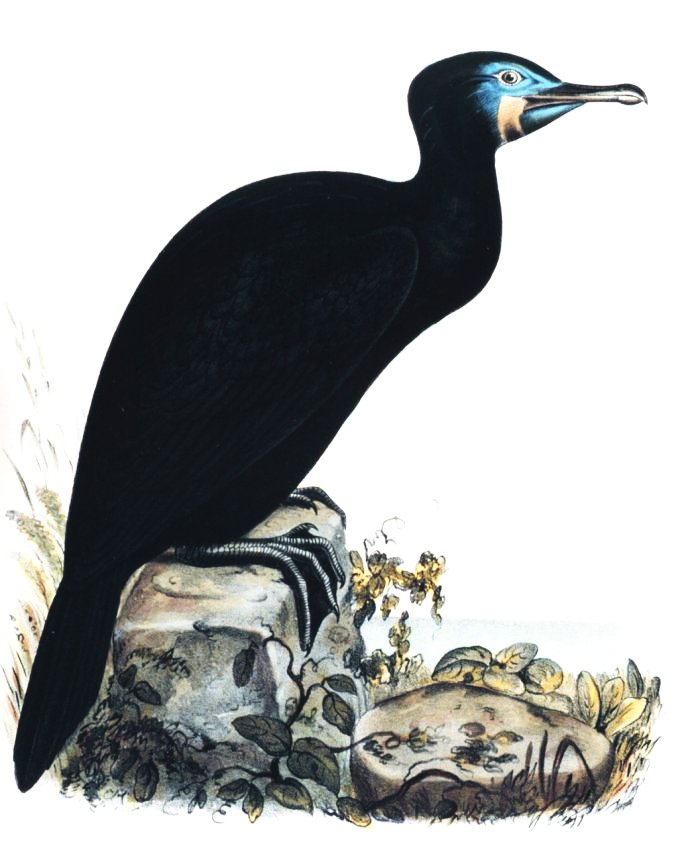
Urile penecillatus, un cormoran de Brandt
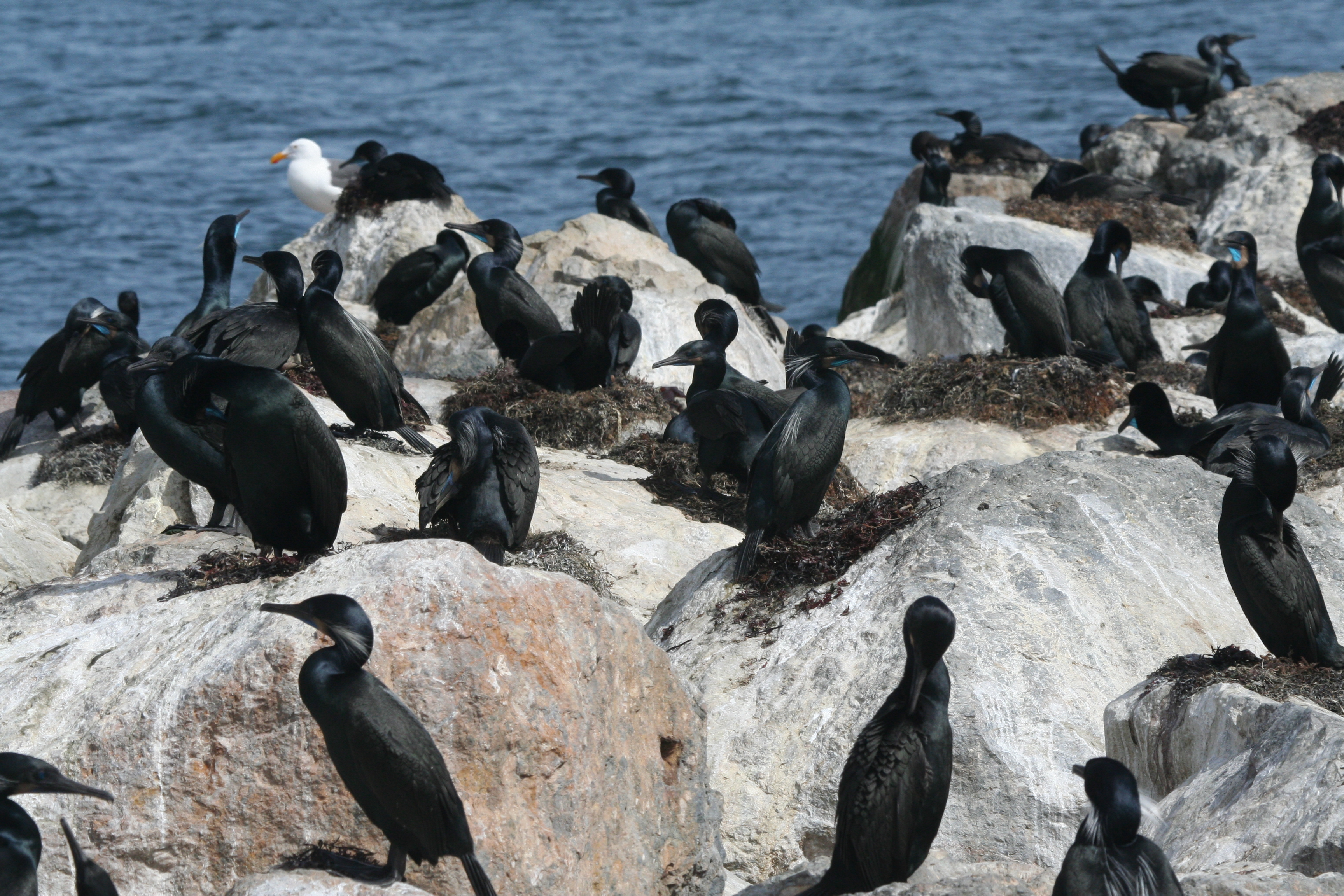
Une colonie de cormorans de Brandt
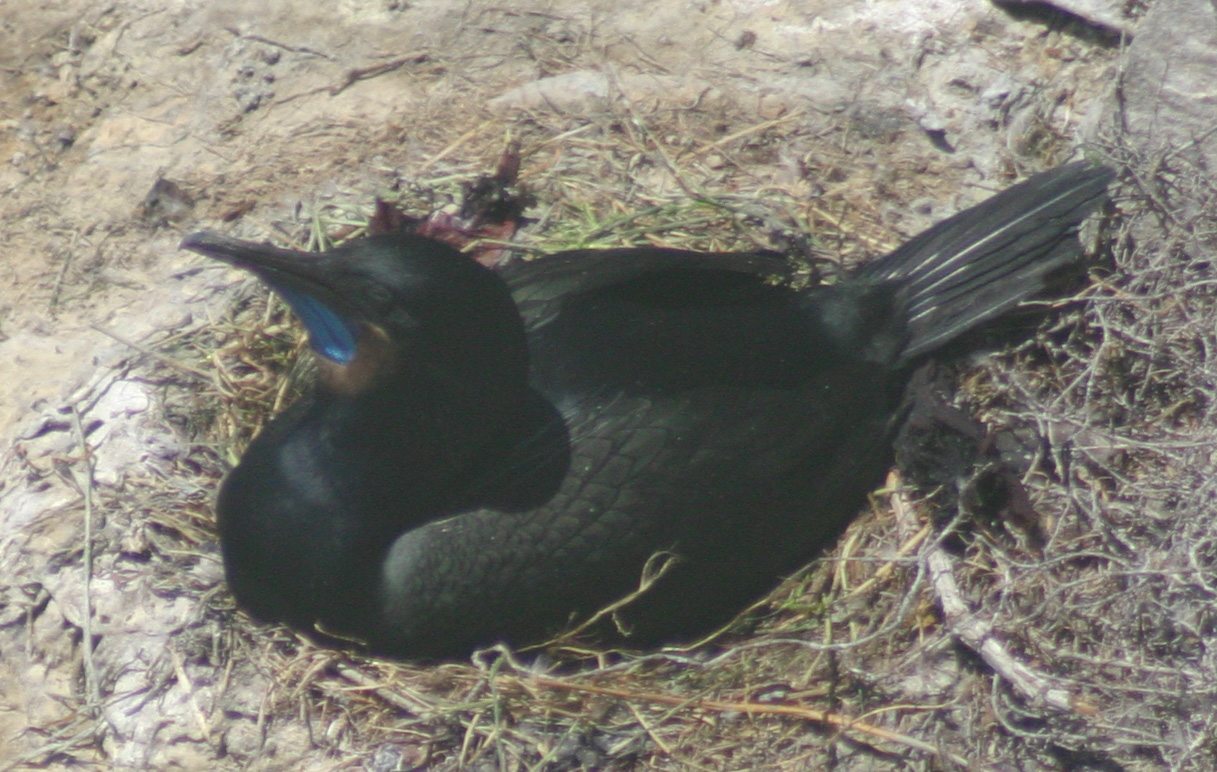
Un Cormoran de Brandt nichant dans Île Alcatraz